# Hepzibah (personaje)
Hepzibah es un personaje ficticio de cómic X-Men de Marvel Comics. Ella fue miembro de los piratas espaciales conocidos como los Starjammers. Su primera aparición fue en Uncanny X-Men vol. 1 # 107 (octubre de 1977), y fue creada por Chris Claremont y Dave Cockrum.

## Biografía ficticia

### Origen
Hepzibah nació el planeta Tryl'sart, mientras que los Shi'ar tenían dominio imperial. Ella fue capturada y pasó algún tiempo en la cárcel del planeta Alsibar, donde conoció a Corsario (Christopher Summers) por primera vez.

### Starjammers
Aunque Corsario fue encarcelado por las autoridades del entonces emperador Shi'ar D'Ken, hermano de Deathbird y Lilandra de la Casa Real de Neramani, Hepzibah, con la ayuda de otros prisioneros, Raza Longknife y Ch'Od, formaría a los piratas espaciales conocidos como los Starjammers. Con la ayuda de Corsario, ellos huyeron de la prisión Shi'ar. Corsario se ganó el respeto de los tres (convirtiéndose en su líder) y finalmente, el corazón de Hepzibah, convirtiéndose en su amante.
Hepzibah y los Starjammers se reunirían con el equipo de superhéroes mutantes de la Tierra, los X-Men, en múltiples ocasiones. La primera vez, los Starjammers acudieron en ayuda de los X-Men en contra D'Ken y la Guardia Imperial. Más tarde, con los Starjammers, luchó contra un ataque alienígena sobre su nave espacial. Después de eso, los Starjammers se aliaron con los X-Men y Carol Danvers en contra de Deathbird y los Brood. Hepzibah y los Starjammers también ayudaron a los Nuevos Mutantes a neutralizar la amenaza de Magus.
Más tarde, fue capturada por Warskrulls, quienes se hicieron pasar por ella y los Starjammers, hasta que fueron liberados por los X-Men.
Durante la Guerra Kree / Shi'ar, Hepzibah luchó contra Wonder Man y Visión mientras escoltaba a la nega-bomba Shi'ar al Imperio Kree. Con Raza, aceptó un encargo de un antiguo Almirante Kree para matar al Caballero Negro. Con los Saqueadores Estelares, visitó a los Vengadores y los binarios de la Tierra. Ella se vio frustrado en su intento de envenenar a Black Knight, pero el plan fue frustrado. Luego regresó con los Starjammers al Imperio Shi'ar.
Hepzibah también ayudó a Hulk en el rescate de algunos aliados de Hulk de las fuerzas extranjeras de Troyjan. El Silver Surfer personalmente le salvó la vida.

### Caída del Imperio Shi'Ar
Después de que Corsario se reuniese con su hijo, Kaos, los Starjammers participaron en un conflicto entre Lilandra y las fuerzas de D'Ken. Corsario fue asesinado por su propio hijo, Vulcan. Hepzibah juró tomar venganza. Sin embargo, se vio obligada a volver con el Profesor X, Warpath, Darwin y Nightcrawler a la Tierra. En consecuencia, Hepzibah, fue separada de sus compañeros Starjammers, quedándose con los X-Men en la Tierra.

### X-Men y Fuerza-X
Desde que se quedó en la Tierra, Hepzibah se unió con los X-Men. Ella y Warpath crearon un vínculo especial, señalando que su presencia ha ayudado en su duelo hacia Corsario. 
Ella se unió a los X-men para combatir a los Morlocks de Masque.
Hepzibah es uno de los X-Men que responde al llamado de ayuda de las Stepford Cuckoos cuando Hulk ataca al Profesor Xavier en la Mansión.
Poco después, ella se convierte en un miembro de la nueva encarnación de Fuerza-X, junto con Wolverine, Warpath, X-23, Caliban y Wolfsbane. El equipo combate a los villanos cyborg conocidos como los Reavers. Hepzibah es uno de los miembros de Fuerza-X que participan en el combate contra el terrible Predator X. 
Más tarde, Hepzibah junto con Warpath y Hombre de Hielo, se muda a San Francisco. Los cuatro se encuentran atrapados por los efectos de una ilusión de toda la ciudad creado por Mastermind II, que ha utilizado sus poderes para transformar la ciudad en un paraíso hippie.
Más tarde, ella se vio emigrando junto con los X-Men a la isla de Utopía.

### Deportación
Cuando Henry Gyrich se hace codirector de S.W.O.R.D., organiza todos los alienígenas que viven en la Tierra para ser deportados. En un bar en San Francisco, Hepzibah es drogada por agentes encubiertos de S.W.O.R.D. y llevada con ellos. Su desaparición entre los X-Men lleva a Cíclope y Emma Frost a contactar a Bestia y Abigail Brand. Hepzibah y los otros alienígenas realizan un motín y derrocan a Gyrich. Todos los extraterrestres son devueltos a sus respectivos hogares.

## Poderes
Hepzibah al igual que todos los miembros de la raza Mephitisoid, posee superagilidad, reflejos incrementados, sentidos aumentados y garras retráctiles. Hepzibah también es capaz de generar feromonas que provocan diversas reacciones entre sus enemígos.
Hepzibah además es una extraordinaria combatiente entrenada en la Galaxia Shi'ar, y es experta en el manejo de varios tipos de armas.

### Apariencia
Hepzibah y la raza Mephitisoid fueron concebidos originalmente como una especie de mofetas o zorrillos humanoides. Sin embargo, recientemente y sin explicación alguna, los dibujantes le han dado una apariencia más felína. Su nombre y apariencia están inspirados en Mademoiselle Hepzibah, personaje de la tira cómica Pogo de Walt Kelly.

## Otras versiones

### Era de Apocalipsis
Hepzibah aparece como miembro de los Starjammers junto con Corsario, Raza y Ch'Od.

## En otros medios

### Televisión
- Hepzibah apareció en 6 capítulos de la serie animada X-Men. Ella aparece como miembro de los Starjammers. En referencia a su relación en los cómics, una escena muestra a ella y Corsair compartiendo un beso. Ella reaparece con los otros Starjammers en "Orphan's End" en el que una actriz no acreditada ofrece un diálogo.